# Francesc de Tamarit
Francesc de Tamarit (c. 1600-1653) fue un político español, figura destacada de la sublevación de Cataluña en 1640.
Su padre, Pere de Tamarit, había sido conseller en cap del Consejo de Ciento barcelonés. Miembro él mismo del Consejo de Ciento, el 22 de julio de 1638 fue elegido por sorteo delegado del Brazo Militar de la Generalidad de Cataluña, junto con el canónigo Pau Claris, diputado eclesiástico, y Josep Miquel Quintana, diputado real. Celoso defensor de las libertades catalanas, elevó una enérgica protesta al rey por la prohibición, a causa del estado de guerra, del comercio con Francia, contraria a los intereses comerciales catalanes. 
A finales 1639 participó en el asedio del castillo de Salces, a las órdenes del virrey de Cataluña, el conde de Santa Coloma, que fue un éxito y significó la recuperación de la fortaleza, que había sido conquistada por los franceses en junio de ese año, en el marco de la Guerra de los Treinta Años entre Francia y la monarquía hispánica. De regreso a Barcelona, fue acogido triunfalmente por el pueblo.
El 18 de marzo de 1640, el virrey, por orden del conde-duque de Olivares, le hizo encarcelar bajo acusaciones de contrafacción a causa de la oposición al alojamiento de las tropas estacionadas en Cataluña. Esto ocasionó protestas violentas. El 22 de mayo, ante la actitud agresiva del pueblo que exigía su liberación, el virrey se vio obligado a ponerlo en libertad, pero la revuelta continuó y el 7 de junio se repitieron los alborotos (Corpus de Sangre) en el curso de los cuales se produjo la muerte del virrey.
Después, durante la sublevación de Cataluña, tomó parte en las negociaciones con Francia que llevaron al Pacto de Ceret, dirigió la defensa en la batalla de Martorell y, el 23 de enero de 1641, fue escogido como uno de los diez miembros del Junta de Guerra que había de organizar y dirigir la defensa de Barcelona, en la cual participó con gran eficacia, arengando y comandando las fuerzas catalanas. Fue uno de los principales artífices de la victoria catalana sobre el ejército realista de Pedro Fajardo de Requesens-Zúñiga, marqués de los Vélez, en la Batalla de Montjuic. Meses después, tuvo un papel destacado en la defensa de Lérida.
Sin embargo, sus recelos hacia Francia y el cariz social que tomaba la sublevación le llevaron a retirarse.
- Datos: Q615258